# Djibo Salamatou Gourouza Magagi

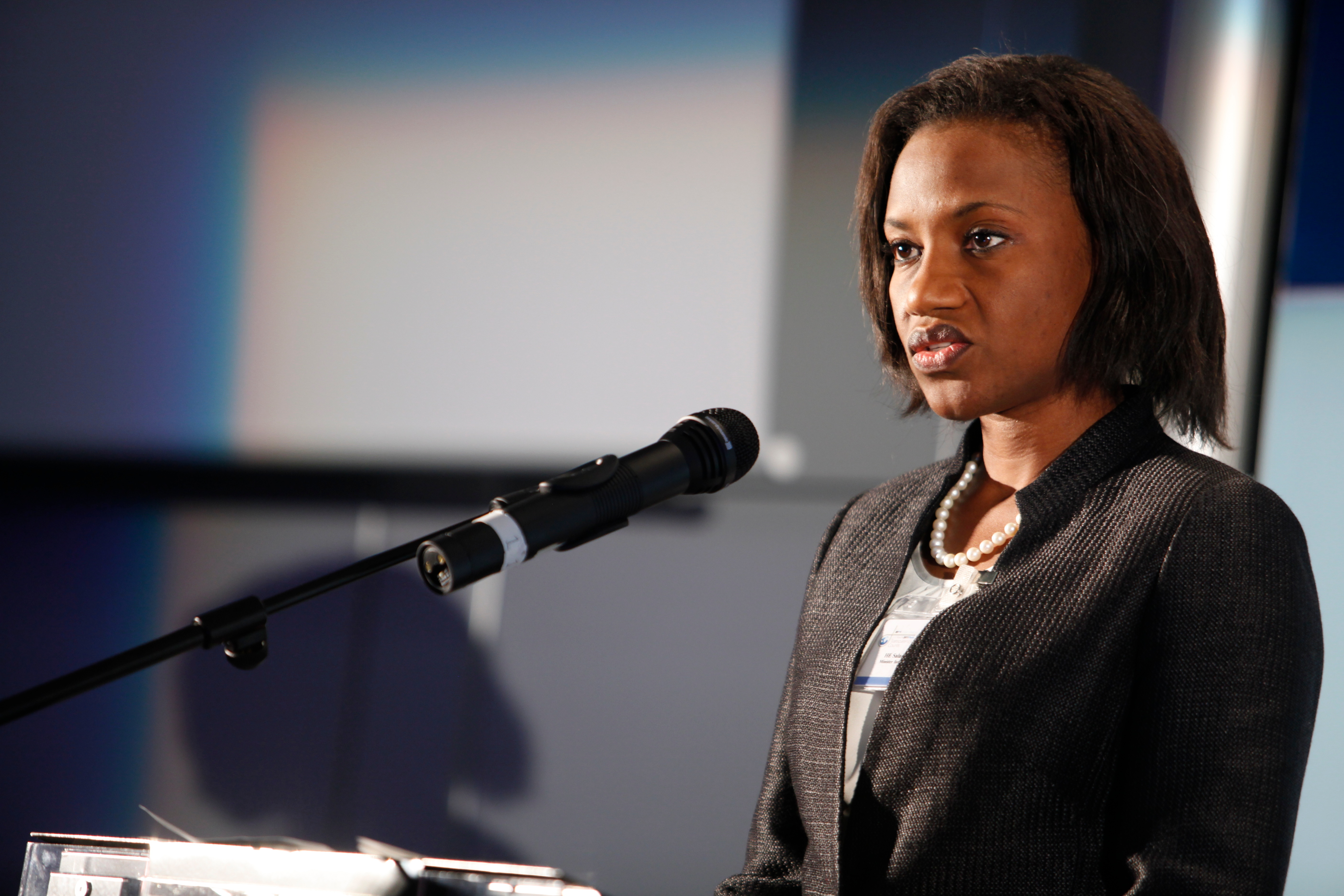
Djibo Salamatou Gourouza Magagi (2011)

Djibo Salamatou Gourouza Magagi ist eine Regierungsbeamtin im Niger. Im Jahr 2010 war sie Ministerin für Stadtplanung, Wohnungsbau und Regionalplanung. 2021 diente sie als Delegierte des Haushaltsministers. Derzeit ist sie Ministerin für Industrie und Jugendunternehmertum.